# جيمس هوراس كينغ
جيمس هوراس كينغ (بالإنجليزية: James Horace King)‏ هو سياسي كندي، ولد في 18 يناير 1873، وتوفي في 14 يوليو 1955. حزبياً، نشط في الحزب الليبرالي الكندي. وقد انتخب رئيس مجلس الشيوخ ‏ (24 أغسطس 1945 – 2 أغسطس 1949) وانتخب عضو مجلس الشيوخ الكندي وانتخب عضو مجلس العموم الكندي.